# Bryconidae
Los bricónidos (Bryconidae) son una familia de peces de agua dulce pertenecientes al orden Characiformes. Sus especies se distribuyen en ambientes acuáticos de regiones cálidas en Centro y Sudamérica.

## Taxonomía
Descripción original
Esta familia fue descrita, originalmente como subfamilia, en el año 1912 por el ictiólogo estadounidense —nacido en Alemania— Carl Henry Eigenmann.

### Historia taxonómica

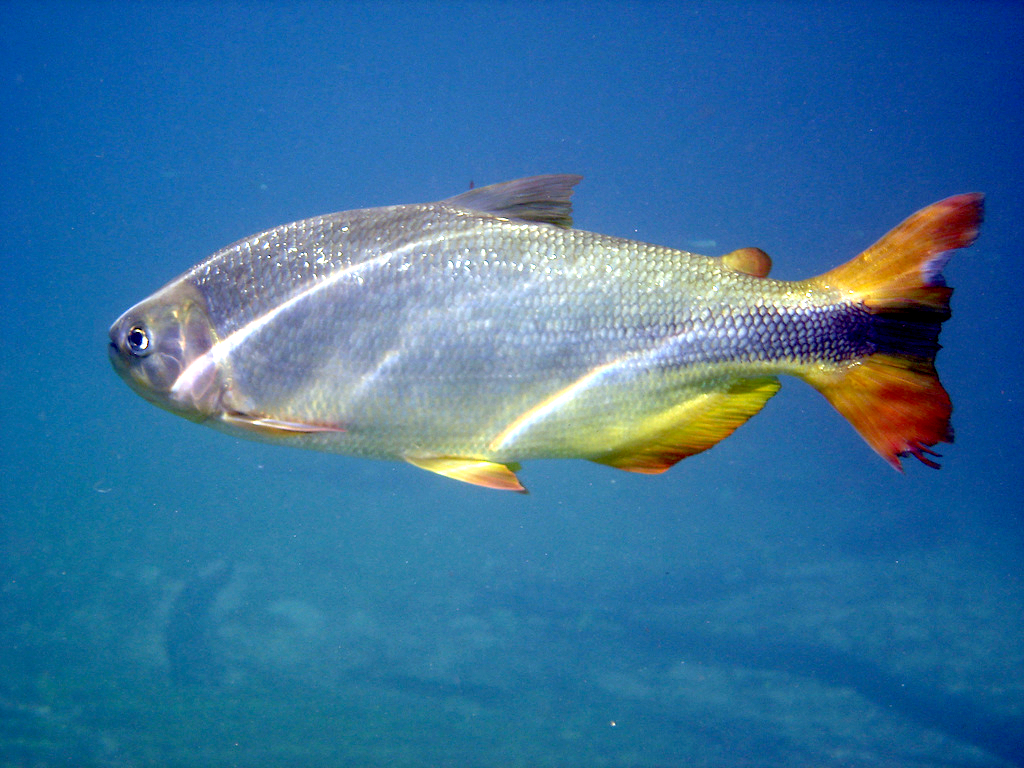
Piraputanga (Brycon hilarii).

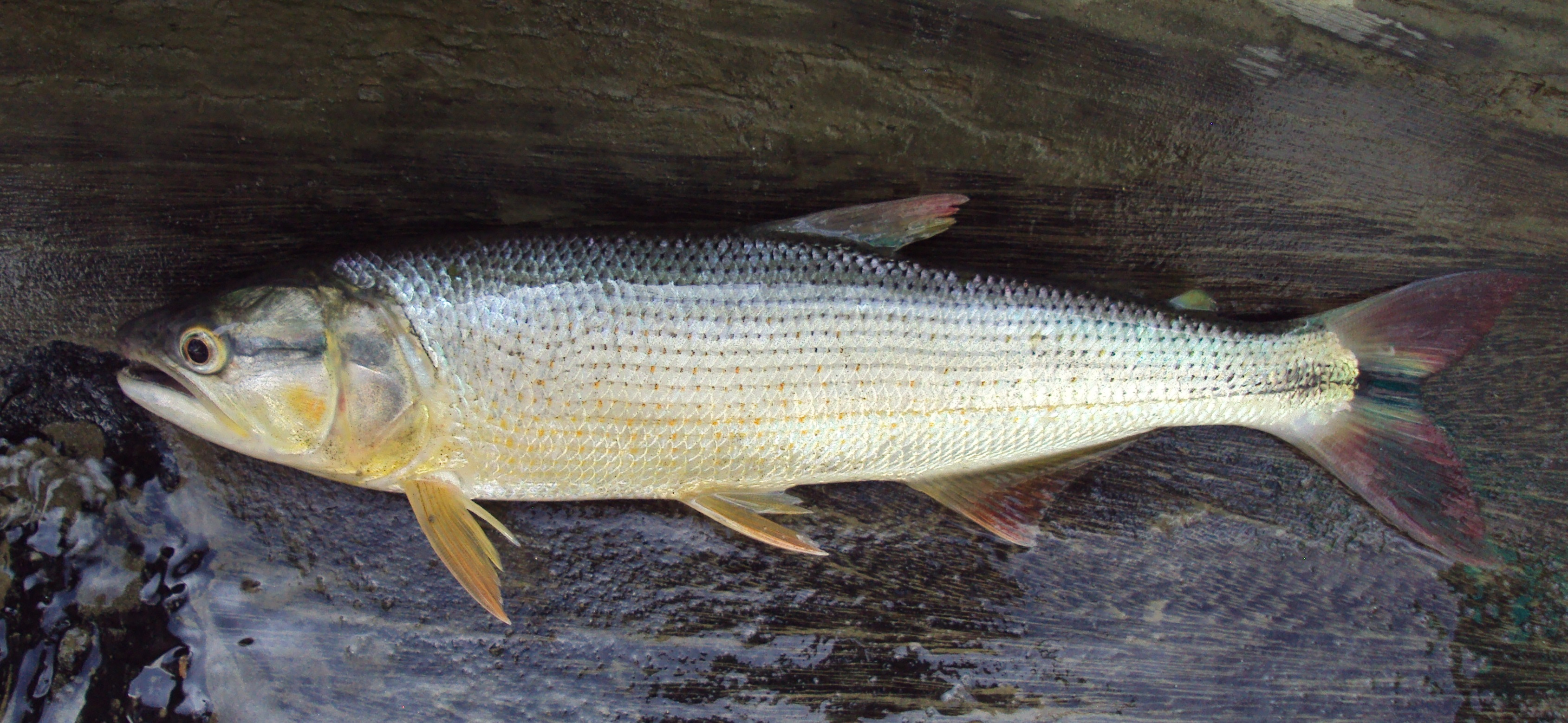
Salminus affinis.

La estrecha relación entre Brycon y Salminus ya había sido reconocida por Jacques Géry, hipótesis corroborada posteriormente en múltiples estudios filogenéticos.
Fue tradicionalmente incluida en la familia Characidae, hasta que en el año 2011 fue elevada al nivel familia por Claudio E. Oliveira, Gleisy S. Avelino, Kelly T. Abe, Tatiane C. Mariguela, Ricardo C. Benine, Guillermo Ortí, Richard P. Vari y Ricardo M. Corrêa e Castro, como resultado de un estudio que utilizó el análisis filogenético de secuencias de ADN de 2 genes mitocondriales y 3 nucleares, conformándola con géneros que habían sido considerados en Bryconinae y en Salmininae.

## Subdivisión
Esta familia está integrada por 5 clados principales, taxonómicamente reunidos en 4 géneros, incluidos en 2 subfamilias:
- Bryconinae Eigenmann, 1912
  - Brycon Müller & Troschel, 1844
  - Chilobrycon Géry & de Rham, 1981
  - Henochilus Garman, 1890
- Salmininae Cockerell, 1915
  - Salminus Agassiz, in Spix & Agassiz, 1829

## Afinidades, hábitos y características
Dentro del orden Characiformes, Bryconidae forma un clado con Gasteropelecidae (tetras hacha) y Triportheidae.
Los Bryconidae presentan características morfológicas muy similares en su apariencia externa, con un cuerpo alargado y fusiforme, del tipo del salmón. Son veloces nadadores principalmente de aguas abiertas, siendo de hábitos alimenticios piscícolas u omnívoros. Algunas especies se caracterizan por emprender prolongadas migraciones con fines reproductivos. Son muy buscadas por pescadores deportivos, al entablar aguerridos combates donde son frecuentes las corridas y grandes saltos sobre la superficie de las aguas.
Los estudios fósiles sugieren que la familia se originó hace aproximadamente 47 Ma y que uno de los dos linajes principales (Bryconinae) persistió solo en los ríos al occidente de la cordillera de los Andes, incluidos los ríos centroamericanos, a los cuales podría haber llegado aproximadamente 20,3 ± 5,0 Ma (Oligoceno tardío–Mioceno temprano).